# Eric Idle
Eric Idle, né le 29 mars 1943 à South Shields (comté de Durham, Angleterre), est un acteur, humoriste, scénariste, réalisateur anglais aussi bien que guitariste et compositeur.
Il est surtout connu comme étant l'un des membres de la troupe comique britannique des Monty Python.

## Jeunesse et éducation
Eric Idle est né au Harton Hospital, à South Shields, dans le Comté de Durham, où sa mère fut précédemment évacuée alors qu'elle vivait dans le nord-ouest de l'Angleterre. Sa mère s'appelait Norah Barron Sanderson et était une infirmière à domicile, tandis que son père, Eric Idle, servit dans la Royal Air Force et survécut à la Seconde Guerre mondiale, mais mourut peu après dans un accident de voiture. Sa mère, éprouvant des difficultés à jongler entre son travail à temps plein et l'éducation de son fils, l'inscrivit à l'âge de sept ans dans un internat, la Royal Wolverhampton School, où il reste 12 ans. À l'époque où Eric Idle y vécut, c'était une fondation charitable uniquement consacrée à l'éducation et à la pension des orphelins et des semi-orphelins comme Idle. Le jeune Eric décrivit cet environnement comme étant digne d'un roman de Dickens, comme « un endroit physiquement dur, intimidant, rude pour un enfant. J'y ai appris à traiter avec des groupes de garçons, à surmonter les mauvais moments, et à être futé, drôle et subversif aux dépens de l'autorité. Parfait entraînement pour devenir un Python »,.
Deux choses rendirent la vie du garçon plus supportable : écouter Radio Luxembourg sous les draps, et observer l'équipe de football locale, le Wolverhampton Wanderers Football Club. En dépit de cela, il détestait les autres sports et faisait l'école buissonnière furtivement tous les jeudis après-midi pour aller au cinéma local. Il fut par la suite attrapé alors qu'il regardait Butterfield 8, film interdit aux moins de 16 ans. Il perdit son statut de prefect, qui est, dans les écoles britanniques, un élève disposant d'une autorité importante puisque chargé de surveiller les élèves en dehors des cours et pouvant administrer des châtiments corporels – même si en fait il n'était que head boy, sorte de délégué chargé d'organiser l'école et de la représenter à l'extérieur de l'établissement. Eric Idle avait déjà refusé de s'engager dans la compagnie militaire de son école, car il était un ardent partisan de la Campagne pour le désarmement nucléaire, et avait participé à la marche annuelle d'Aldermaston. Eric Idle maintient qu'il y avait peu à faire à l'école, et l'ennui le conduisit à travailler dur, ce qui lui permit d'aller à l'Université de Cambridge.

## Carrière

### Carrière pré-Python (1965-1969)
Eric Idle étudie l'anglais au Pembroke College à l'université de Cambridge. En 1963, il est invité à rejoindre le prestigieux Cambridge University Footlights Club, une troupe de théâtre amateur composée d'étudiants de l'université, par des camarades de classes dont le président du Footlights Club, Tim Brooke-Taylor, et l'un de ses membres, Bill Oddie. Il déclare à propos de ce moment de sa vie : « Je n'avais jamais entendu parler des Footlights quand je suis arrivé ici, mais nous avions alors une tradition de smoking concerts (représentations souvent musicales devant un public composé uniquement d'hommes, très populaires durant l'ère victorienne) et j'ai envoyé le script de quelques sketches parodiant l'une des pièces qui venaient d'être jouées. Tim Brooke-Taylor et Bill Oddie m'ont auditionné pour la représentation des Footlights et cela m'amena à découvrir et entrer dans les Footlights, ce qui était génial »,.
Eric Idle commence sa scolarité à Cambridge seulement un an avant ses futurs collègues du groupe Monty Python John Cleese et Graham Chapman. Il devient président des Footlights en 1964-1965 et est le premier à autoriser des femmes à joindre le club.
Avant qu'il n'intègre l'ensemble des Monty Python dans la série comique Monty Python's Flying Circus, Eric Idle apparaît et écrit en 1968 pour la série télévisée comique pour enfant Do Not Adjust Your Set avec Terry Jones et Michael Palin (qui étaient tous les deux d'anciens étudiants de l'université d'Oxford). Terry Gilliam s'occupait des animations. On peut également noter la présence de David Jason et Denise Coffey dans la distribution. Eric Idle apparaît aussi en tant qu'invité dans quelques épisodes de l'émission At Last the 1948 Show, à laquelle participaient Cleese et Chapman.

### Monty Python (1969-1983, 2014)
À la différence des autres Python, qui écrivaient par paires (Cleese/Chapman et Palin/Jones), Eric Idle écrivait seul, à son rythme. Cependant, cette façon de faire lui rendit parfois la tâche difficile quand il s'agissait de montrer son travail aux autres et les faire rire avec, le soutien d'un partenaire permettant d'atteindre ce but plus aisément. John Cleese admet que cet état de fait était quelque peu injuste, en particulier quand les membres de la troupe décidaient de quel sketch apparaîtrait dans le prochain épisode, « il [Eric Idle] n'avait qu'un vote » (« he (Idle) only got one vote »). Il ajoute toutefois qu'Eric Idle était une personne indépendante qui travaillait mieux seule. Eric Idle explique lui-même que cela pouvait être compliqué : « Il fallait convaincre cinq autres personnes. Et ils n'étaient pas les scénaristes les moins égoïstes non plus » (« You had to convince five others. And they were not the most un-egotistical of writers, either »).
Son travail est caractérisé par une obsession du langage et de la communication : beaucoup de ses personnages ont des particularités d'élocution, comme l'homme qui parle seulement en anagrammes, l'homme qui dit les mots dans le mauvais sens, ou le boucher qui alterne entre grossièreté et politesse lorsqu'il s'exprime. Un certain nombre de ses sketches comprennent de longs, complexes discours, comme le client dans le sketch de l'agence de voyage qui parle tout le long sans s'arrêter de ses vacances ratées. Il aime aussi parodier la manière de parler des présentateurs de télévision. À l'inverse de Michael Palin, Eric Idle est connu pour être le maître des personnages hypocrites, d'un Timmy Williams rappelant David Frost, à l'escroc mesquin Stig O'Tracy, qui essaye de nier le fait que le chef de la mafia Dinsdale Piranha a cloué sa tête au sol.
Deuxième plus jeune membre des Monty Python, Eric Idle était le plus proche des étudiants et adolescents qui constituaient une importante partie des fans du groupe. Les sketches des Python traitant de thèmes contemporains comme la musique pop, la permissivité sexuelle et les drogues récréatives sont généralement issus du travail d'Eric. On trouve dans ces sketches un certain nombre de double sens, de références sexuelles et autres sujets polissons (« naughty »), comme le fameux sketch « Nudge Nudge Wink Wink », littéralement « coup de coude coup de coude clin d'œil clin d'œil », titre devenu une phrase fétiche. Eric Idle écrivit au départ cette phrase pour Ronnie Barker, mais elle fut rejetée parce qu'il n'y avait « pas de blague dans ces mots » (« no joke in the words »).
Guitariste compétent, Eric Idle composa la plupart des musiques et sketches musicaux du groupe, en particulier « Always Look On The Bright Side Of Life », qui devient l'un des morceaux les plus connus des Monty Python.
À l'occasion de l'éphémère reformation des Monty Python pour leur spectacle Monty Python Live (Mostly): One Down, Five To Go entre le 1er et le 20 juillet 2014 à l'O2 Arena de Londres, Eric Idle est le principal artisan de la création du spectacle. L'idée lui est venue lors d'une discussion avec son ami Jim Beach, le manager du groupe Queen, qui lui dit que si les Monty Python faisaient une soirée à l'O2, ils pourraient rembourser leur dette, que ce soit celle d'Eric Idle à propos de la bataille juridique concernant Spamalot, la pension alimentaire que John Cleese doit à son ex-femme, etc D'un seul coup, l'enthousiasme monte et une ennuyeuse réunion de travail devient une réunion créative et chaleureuse : la décision est prise..

### Vie après les Monty Python (depuis 1973)
Après le succès des Monty Python et après qu'ils cessèrent d'être une formation active régulière au milieu des années 70, chacun des six membres a poursuivi des projets solos avec des degrés variables de succès critique et commercial. Le premier de ces projets d'Eric Idle est sa propre émission de radio sur BBC Radio 1, intitulée Radio Five (émission qui précède la création de la station Radio Five, aujourd'hui BBC Radio 5, de 18 ans). Cette émission connaît deux saisons en 1973-1974. Eric Idle y interprétait des sketches et faisait passer de la musique, pour laquelle il jouait presque toutes les parties multi-pistes.
À la télévision, Eric Idle crée et écrit Rutland Weekend Television (RWT), une émission à sketches sur BBC Two. La musique est composée par Neil Innes. RWT était « Britain's smallest television network » (« Le réseau de télévision le plus modeste de Grande-Bretagne »). Le nom de cette émission est une parodie du London Weekend Television, une des franchises indépendantes d'ITV qui fournissait à l'époque les Londoniens l'accès à la chaîne le week-end. Rutland était le comté le plus petit d'Angleterre mais avait été « supprimé » par une réforme administrative. Pour aller jusqu'au bout de la blague, l'émission était diffusée l'un des jours de la semaine. On retrouvait parmi les acteurs réguliers David Battley, Henry Woolf, Gwen Taylor et Terence Bayler ; George Harrison fait une apparition dans l'un des épisodes.
L'un des héritages de RWT est la création, par Eric Idle et Neil Innes, du groupe Les Rutles, une parodie affectueuse des Beatles. C'est un succès populaire, en particulier aux États-Unis. Eric Idle, qui apparaissait alors dans le Saturday Night Live, y recevait de fans des pochettes de LP des Beatles, mais avec le nom des Rutles à la place du groupe véritable. En 1978, naît d'une collaboration entre des membres des Monty Python et de Saturday Night Live le documentaire satirique à propos des Rutles All You Need Is Cash, diffusé sur NBC ; il est écrit par Eric Idle sur une musique composée par Neil Innes. Eric Idle y joue aussi le rôle de « Dirk McQuickly » (le personnage parodiant Paul McCartney) ainsi que le rôle du commentateur principal. Neil Innes joue quant à lui le rôle de « Ron Nasty », le personnage parodiant John Lennon. Parmi les autres acteurs, on peut citer John Belushi, Bill Murray et Gilda Radner, qui travaillaient alors tous les trois pour le Saturday Night Live, mais aussi Michael Palin, Bianca Jagger, Dan Aykroyd et Ron Wood. De vrais musiciens des années 1960 participent aussi au film, notamment George Harrison dans le rôle d'un journaliste et Paul Simon et Mick Jagger dans leur propre rôle. Le film et le disque sortent en 1978. Eric Idle scénarise et réalise le retour des Rutles en 2008 à l'occasion d'un spectacle live, Rutlemania!, pour célébrer les 30 ans du phénomène. Le spectacle a lieu à Los Angeles et à New York.
Les projets solos suivants d'Eric Idle, dans les années 80 et 90, rencontrent cependant un succès inégal.
En 1986, Eric Idle prête sa voix à Wreck-Gar, le chef des Junkions (une race de robots construits à partir de ferraille et qui ne peuvent s'exprimer qu'avec des répliques de films et des slogans publicitaires) dans La Guerre des robots (Transformers: The Movie).
En 1987, il prend part à l'opéra-comique de Gilbert et Sullivan The Mikado, une production de l'English National Opera, dans lequel il joue le rôle du Lord High Executioner, Ko-Ko.
En 1989, il apparaît dans la série télévisée comique américaine Nearly Departed, qui parle d'un fantôme qui hante la famille habitant son ancienne maison. Elle ne dure que six épisodes et était conçue pour être une série de remplacement estivale. Il tient également, et remarquablement, le rôle de Passe-Partout dans la série en 3 épisodes Le Tour du monde en 80 jours, avec Pierce Brosman dans le rôle de Phileas Fogg, et une myriade de grands acteurs, dont Peter Ustinov (dans le rôle du détective Fix).
Eric Idle reçut de bonnes critiques en apparaissant dans les projets écrits et dirigés par d'autres, comme Terry Gilliam dans Les Aventures du baron de Münchhausen (1989), aux côtés de Robbie Coltrane dans Nuns on the Run (1990), Mom and Dad Save the World (1992) et dans Casper (1995). Il joue aussi Rat dans la version de Du vent dans les saules de Terry Jones. Cependant, ses propres projets, tel le film Grandeur et descendance (1993), une comédie qu'il a écrite, dont il tenait le premier rôle et dont il était le Producteur délégué, étaient la plupart du temps des semi-échecs aussi bien critiques que publics.
En 1994, Eric Idle joue le Dr Nigel Channing, président de l'Imagination Institute et présentateur de la cérémonie récompensant « l'inventeur de l'année » dans le film en 3D Chérie, j'ai rétréci le public, film faisant partie d'une attraction de Walt Disney World Resort dans le parc à thèmes Epcot entre 1994 et 2010 et au Parc Disneyland entre 1998 et 2010. Dans le film, on retrouve Rick Moranis et la plupart des autres membres du casting du film original Chérie, j'ai rétréci les gosses. En 1999, il reprend le rôle dans la deuxième (et peu appréciée) version de l'attraction Journey Into Imagination à l'EPCOT, remplaçant à la présentation Figment et Dreamfinder. Du fait d'un tollé provoqué par des fans de Disney, Figment fait son retour dans l'attraction. Eric Idle est également le scénariste et tient le premier rôle du film en 3D Pirates - 4D pour la Busch Entertainment Corporation.
En 1995, il prête sa voix à Rincevent, un étudiant sorcier pas très futé, ainsi qu'à quelques personnages secondaires dans les deux premiers jeux vidéo adaptés de l'œuvre de Terry Pratchett, Discworld (1995) et Discworld II (1996). Il est également le chanteur principal de la chanson That's Death au début de Discworld II. C'est Roger Carel qui prête sa voix à Rincevent dans la version française.
En 1998, Eric Idle a le rôle principal, celui d'un réalisateur du nom d'Alan Smithee (Alan Smithee est le pseudonyme utilisé aux États-Unis par les réalisateurs dégoutés ou mécontents de leur film), dans le film An Alan Smithee Film : Burn Hollywood Burn. Le film est presque universellement vilipendé par les critiques et est nommé en tant que « plus mauvais film de la décennie » aux Golden Raspberry Awards (connu sous le nom de Razzies) et a par la suite reçu cinq Razzies comprenant le « plus mauvais film de l'année », « pire chanson », « pire acteur dans un second rôle » et « pire nouvel acteur » pour Joe Eszterhas, qui remporte de plus le titre de « pire scénariste de l'année ». Toujours en 1998, Eric Idle prête sa voix au dragon Devon dans le dessin animé de Warner Bros Excalibur, l'épée magique. C'est Alain Chabat qui le double dans la version française. Eric Idle prête aussi sa voix à Slaïli, un renard des neiges albinos, dans Rudolph, le petit renne au nez rouge : Le Film (Pierre Auger dans la version française).
Eric Idle a l'occasion de travailler avec des personnes qui le considèrent comme une énorme source d'inspiration, comme Trey Parker et Matt Stone, qui lui donnent le rôle du Dr Vosknocker dans le film d'animation South Park, le film : Plus long, plus grand et pas coupé. Il fait aussi trois apparitions dans la série Les Simpson, incarnant le fameux Declan Desmond dans l'épisode La Guerre pour les étoiles (saison 14), Business Bart (saison 16) et Springfield Up (saison 18). C'est jusqu'ici le seul Monty Python à être apparu dans la série.
De 1999 à 2000, il joue Ian Maxtone-Graham, propriétaire de The Gate, dans la sitcom Suddenly Susan sur NBC.
Il joue aussi le narrateur dans la version audio du roman Charlie et la chocolaterie de Roald Dahl et Ventraterre le perroquet dans le film 102 Dalmatiens (2000) ainsi que dans le jeu vidéo tiré du film, Les 102 Dalmatiens à la rescousse !.
Fin 2003, Eric Idle entame une tournée dans plusieurs villes américaines et canadiennes intitulée The Greedy Bastard Tour. Le spectacle consiste principalement en la reprise de musiques provenant d'épisodes et de films des Monty Python, ainsi qu'en l'ajout de nouveaux éléments. En 2005, Eric Idle sort The Greedy Bastard Diary, un livre racontant ce que le casting et l'équipe a vécu pendant les trois mois de la tournée.
En 2004, Eric Idle crée Spamalot, une comédie musicale basée sur le film Monty Python : Sacré Graal !. Elle raconte l'histoire de la quête du Roi Arthur et de ses chevaliers de la Table ronde pour trouver le Saint Graal. Eric Idle est l'auteur du livre et des paroles, John Du Prez de la musique ; la réalisation est de Mike Nichols et la chorégraphie de Casey Nicholaw.
Eric Idle prête sa voix à Merlin l'Enchanteur dans Shrek 3, la deuxième suite de Shrek. Le film, sorti en France le 20 juin 2007, réunit Eric Idle et l'ancien membre des Monty Python John Cleese, qui prête sa voix au Roi Harold.
La pièce de théâtre d'Eric Idle What About Dick? connaît deux lectures sur scène lors de deux représentations publiques à Hollywood les 10 et 11 novembre 2007. La distribution comportait Eric Idle, Billy Connolly, Tim Curry, Eddie Izzard, Jane Leeves, Emily Mortimer, Jim Piddock et Tracey Ullman. La pièce est de nouveau jouée entre le 26 et le 29 avril 2012 à l'Oprheum Theatre (Los Angeles), la plupart des acteurs reprenant leurs rôles, à l'exception d'Emily Mortimer qui est remplacée par Sophie Winkleman et avec l'ajout de Russell Brand. La pièce est téléchargeable sur internet à partir du 13 novembre 2012.
Eric Idle participe à la joie du public à la cérémonie de clôture des Jeux olympiques d'été de 2012 au stade olympique de Londres le 12 août, chantant la chanson Always Look on the Bright Side of Life.
En décembre 2016, Eric Idle écrit et co-présente The Entire Universe, un spectacle comique et musical, accompagné par Warwick Davis, Noel Fielding, Hannah Waddingham et Robin Ince, ainsi que par un chœur de chanteurs et des danseurs, diffusé sur BBC Two.
Le 21 septembre 2022, il participe au show The Masked Singer aux États-Unis. Sous le costume du Hérisson (Hedgehog), il y chante Love Me Do des The Beatles.

Dans la foulée, il annonce avoir survécu à un cancer du pancréas grâce à une ablation de la tumeur à un stade précoce de la maladie, en 2019.

## Autres travaux

### Écriture
Eric Idle a écrit plusieurs livres, que ce soit de la fiction ou de l'autobiographie. Ses romans sont Hello Sailor et The Road to Mars. En 1976, il écrit le livre spin-off du sketch télé Rutland Weekend Television, intitulé The Rutland Dirty Weekend Book. En 1982, il écrit une farce de style west end, Pass The Butler, avec dans le premier rôle Willie Rushton. Durant son Greedy Bastard Tour en 2003, il écrit un carnet de route qui est devenu The Greedy Bastard Diary: A Comic Tour of America, que l'on peut traduire « Journal d'un avide enfoiré : une tournée comique de l'Amérique », édité en février 2005.
Il écrit également le livre et coécrit les paroles et la musique pour la comédie musicale, Monty Python's Spamalot (basé sur le film Monty Python : Sacré Graal !). Présenté le 9 janvier 2005 à Chicago, avant d'être monté au théâtre de Broadway, il reçut le Tony Award de la meilleure comédie musicale de la saison 2004-2005. Eric Idle gagne quant à lui le Drama Desk Award for Outstanding Lyrics. Les autres membres des Monty Python ont un avis mitigé sur le spectacle, Michael Palin et Terry Jones expriment publiquement leur aversion pour le show, qui selon eux, ne respecte pas l'héritage et la tradition des Monty Python.
En 2005, dans l'émission de Channel 4 The Comedian's Comedian, des humoristes et des connaisseurs lui donnent la 21e place sur 50 des meilleurs humoristes de tous les temps. Dans ce classement, on retrouve trois Monty Python, dont John Cleese, qui se classe dans les trois premiers avec Woody Allen et Peter Cook.
Un exemple de l'écriture idiosyncratique d'Eric Idle qui illustre son style particulier est le poème « Ants In Their Pants », qui parle de la vie sexuelle des fourmis. Il commence par :
Where does an ant get its rocks off?
How does the ant get it on?
Do ants have it away, say three times a day,
Is it once a week sex, or p'raps none?

### Auteur de chansons
Eric Idle est un parolier accompli, ayant composé et chanté plusieurs des plus célèbres sketchs comiques des Pythons, notamment « Eric The Half-A-Bee », « The Philosophers' Song », « Galaxy Song » (du long-métrage Monty Python : Le Sens de la vie), « Penis Song ». Son titre le plus connu est probablement « Always Look on the Bright Side of Life », écrit pour la scène finale du film Monty Python : La Vie de Brian, où le personnage d'Eric Idle chante pendant que lui et d'autres suppliciés sont sur la croix lors d'une crucifixion de masse afin de se remonter le moral et faire oublier leur mort imminente. La chanson a été par la suite reprise par Harry Nilsson, Bruce Cockburn, Art Garfunkel et Green Day. Aux funérailles de leur ami et collègue Graham Chapman, la chanson est chantée par Eric Idle, les autres Monty Python, ainsi que par la famille et les amis de Graham. En 1990, Eric Idle chante et coécrit l'air du générique de la populaire sitcom britannique One Foot in the Grave ; la chanson fut plus tard commercialisée, mais ne connut pas un succès dans les charts. Eric Idle fait bien mieux avec « Always Look On The Bright Side Of Life », en particulier à partir du moment où les supporters du Sheffield Wednesday Football Club l'adoptèrent comme hymne vers la fin des années 1980, puis les supporters de Manchester United pour fêter la victoire en 1999 de leur équipe à la ligue des champions. L'un des voisins d'Eric Idle de l'époque, l'ex-footballeur Gary Lineker, lui suggéra de réenregistrer et de commercialiser à nouveau la chanson adoptée par les supporters. Grâce à l'aide du DJ de Radio 1 Simon Mayo, qui passa régulièrement la chanson et qui utilisa le refrain dans un de ses jingles, elle connait un succès important, 12 ans après son apparition initiale dans La Vie de Brian, atteignant la 3e place dans les charts anglais en 1991 et permettant à Eric Idle de chanter sur Top of the Pops en octobre 1991. Il enregistra une version spéciale de la chanson pour que Simon Mayo puisse l'utiliser à sa guise dans son émission et modifia la phrase « life's a piece of shit » en « life's a piece of spit » pour supprimer le mot vulgaire « shit » et permettre à la chanson d'être diffusée en journée. Eric Idle offrit en plus un faux pied humain à Simon Mayo, comme celui qui est utilisé dans la séquence d'ouverture des Monty Python, pour le remercier d'avoir tant contribué au succès de sa chanson. Eric Idle reprend à nouveau la chanson en 2012, lors de la cérémonie de clôture des Jeux olympiques d'été de 2012, accompagné du public du Stade olympique de Londres. La chanson est de nouveau chantée par les Monty Python à la fin de leur spectacle à l'O2 Arena de Londres lors de ses dernières représentations en juillet 2014.
En 2004, Eric Idle enregistre une sorte de chanson de protestation, le FCC Song, connu pour son refrain « fuck you very much » et sa critique de l'administration Bush, où il fustige la Federal Communications Commission (la Commission fédérale des communications) américaine qui lui demande 5000 $ d'amende pour avoir dit le mot fuck sur une station de radio nationale de la firme Clear Channel Communications. Le juron est présent 14 fois dans la chanson. Elle est téléchargeable librement en .mp3 et en Vorbis sur l'Internet Archive.
La même année, la comédie musicale Spamalot fait sa première représentation à Chicago puis au Shubert Theatre de New York le 14 février 2005. Eric Idle en est l'auteur des paroles ainsi que du livre, et a collaboré avec John Du Prez pour la composition de la plupart de la musique. La production originale de 2005 est nommée 14 fois aux Tony Award, l'équivalent de la Nuit des Molières en France, et gagne dans trois catégories : meilleure comédie musicale, Best Featured Actress in a Musical pour Sara Ramirez et meilleure mise en scène pour une comédie musicale pour Mike Nichols.
Eric Idle a écrit, produit et chanté la chanson Really Nice Day pour le film The Wild (2006).
En juin 2007, l'oratorio comique Not the Messiah (He's a Very Naughty Boy), créée par Eric Idle et John Du Prez, fait sa première représentation au Luminato, festival des arts et de la créativité de Toronto. Eric Idle lui-même joue et chante dans cette pièce de 50 minutes, accompagné par l'orchestre symphonique de Toronto et par des membres du chœur Mendelssohn de Toronto. John Du Prez, le compositeur, est aussi présent. Les chanteurs principaux sont Shannon Mercer, Jean Stilwell, Christopher Sieber et Theodore Baerg. La première représentation aux États-Unis a lieu à Caramoor, dans le Comté de Westchester (État de New York) le 1er juillet 2007. Les chanteurs solo sont les mêmes qu'à Toronto, mais les chœurs étaient composés de membres du New York City's Collegiate Chorale. Le spectacle fut amélioré et étendu pour une tournée en Australie et en Nouvelle-Zélande en 2007, tournée qui s'est notamment illustrée par deux soirées qui firent salle comble à l'Opéra de Sydney. Une nouvelle tournée est organisée en 2008, accompagnée par le National Symphony Orchestra à Washington D.C., par l'Orchestre philharmonique de Los Angeles au Hollywood Bowl à Los Angeles. Le spectacle passe aussi par le Wolf Trap National Park for the Performing Arts en Virginie, et à Houston.
Eric Idle est l'auteur d'une reprise de la chanson de Buddy Holly, Raining in My Heart, dans le cadre de l'album hommage Listen to Me: Buddy Holly, sorti le 6 septembre 2011.
Eric Idle a aussi écrit et chanté une variante du Galaxy Song pour l'émission de Professor Brian Cox, Wonders of Life, ainsi que le nouveau générique de son émission The Infinite Monkey Cage.

## Distinctions

### Récompenses
- 2006 : Grammy Award du meilleur album de comédie musicale pour Spamalot (prix partagé avec John Du Prez).

Avec les Monty Python :
- 2009 : Special BAFTA Award pour honorer leur exceptionnelle contribution au cinéma et à la télévision (prix remis lors de la soirée anniversaire des 40 ans des Monty Python à New York le 15 octobre 2009)[41].

### Nominations
- 1983 : CableACE Award pour la réalisation d'une œuvre dramatique pour l'épisode The Tale of the Frog Prince de la série Faerie Tale Theatre[42].
- 1983 : CableACE Award pour le scénario d'une œuvre dramatique pour l'épisode The Tale of the Frog Prince de la série Faerie Tale Theatre[42].

Avec les Monty Python :
- 1976 : Hugo Award for Best Dramatic Presentation pour Monty Python : Sacré Graal ![43].

### Hommages
- Un astéroïde, (9620) Ericidle, a été nommé en son honneur.
- Eric Idle est désigné comme étant le 21e humoriste préféré sur 50 dans le sondage effectué par l'émission de Channel 4 The Comedian's Comedian, diffusée le 1er janvier 2005, auprès d'humoristes et de connaisseurs[29].
- L'environnement de développement (IDE) par défaut du langage de programmation Python est nommé IDLE. Ce sigle signifie officiellement « Integrated DeveLopment Environment », mais le nom fut choisi en référence à Eric Idle, de même que le nom du langage de programmation Python était un clin d’œil à la troupe des Monty Python[44].
- L'IDE eric du langage de programmation Python est intitulé en référence à l'IDE sus-cité IDLE et en référence à Eric Idle.

## Vie privée
Eric Idle se marie avec l'actrice australienne Lyn Ashley en juillet 1969 et le couple a un fils, Carey, né en 1973. Ils se séparent en 1975.
En 1977, il rencontre Tania Kosevich à New York, et ils s'y marient en 1981. Ils ont une fille en 1990, Lily.
Il réside actuellement à Los Angeles, aux États-Unis, où il a déménagé en 1994, et possède une villa à Cotignac, dans le Var.

## Filmographie

### Films
- 1971 : La Première Folie des Monty Python : Rôles variés (aussi scénariste)
- 1975 : Monty Python : Sacré Graal ! : Rôles variés (aussi scénariste)
- 1979 : Monty Python : La Vie de Brian : Rôles variés (aussi scénariste)
- 1982 : Monty Python à Hollywood : Rôles variés (aussi scénariste)
- 1983 : Monty Python : Le Sens de la vie : Rôles variés (aussi scénariste)
- 1983 : Barbe d'or et les Pirates : Commandant Clement
- 1985 : Bonjour les vacances 2 : Le cycliste
- 1986 : La Guerre des robots : Wreck-Gar (voix)
- 1988 : Les Aventures du baron de Münchhausen : Berthold / Desmond
- 1990 : Nuns on the Run : Brian Hope
- 1990 : Too Much Sun : Sonny
- 1992 : Mom and Dad Save the World : Roi Raff
- 1992 : Missing Pieces : Wendel
- 1993 : Grandeur et descendance : Tommy Patel / Thomas Henry Butterfly Rainbow Peace (aussi scénariste et producteur exécutif)
- 1995 : Casper : Paul « Dibs » Plutzker
- 1996 : Du vent dans les saules : Rat
- 1998 : An Alan Smithee Film : Alan Smithee
- 1998 : La Légende de Brisby (direct-to-video) : Evil Martin (voix)
- 1998 : Excalibur, l'épée magique : Devon (voix)
- 1998 : Hercules: Zero to Hero (direct-to-video) : Mr. Parentheses (voix)
- 1998 : Rudolph, le petit renne au nez rouge : Le Film : Slaïli (voix)
- 1999 : Dudley Do-Right : Prospector Kim J. Darling
- 1999 : South Park, le film : Dr. Vosknocker (voix)
- 2000 : 102 Dalmatiens : Ventraterre, le perroquet (voix)
- 2002 : Pinocchio : Medoro (doublage anglais)
- 2003 : Concert for George (documentaire) : Lui-même / Barber / Mountie
- 2003 : Hollywood Homicide : The Celebrity Cameo
- 2004 : Ella au pays enchanté : Le narrateur (voix)
- 2005 : The Aristocrats (documentaire) : Lui-même
- 2007 : Shrek le troisième : Merlin (voix)
- 2008 : Delgo : Spig (voix)
- 2014 : Monty Python Live (Mostly) : Rôles variés (aussi scénariste et réalisateur)
- 2014 : Les Boxtrolls : Compositeur de « The Boxtrolls Song »
- 2015 : Absolutely Anything : Salubrious Gat (voix)

### Télévision
- 1967–1970 : No – That's Me Over Here! : Co-créateur et scénariste
- 1967–1969 : Do Not Adjust Your Set : Rôles variés (27 épisodes ; aussi scénariste)
- 1969–1974 : Monty Python's Flying Circus : Rôles variés (45 épisodes ; aussi co-créateur et scénariste)
- 1972 : Monty Python's Fliegender Zirkus : Rôles variés (2 épisodes ; aussi co-créateur et scénariste)
- 1975–1976 : Rutland Weekend Television : Dirk McQuickly / rôles variés (14 épisodes ; aussi co-créateur et scénariste)
- 1976–1979 : Saturday Night Live : Lui-même (6 épisodes)
- 1978 : All You Need Is Cash (téléfilm) : Dirk McQuickly (aussi scénariste et réalisateur)
- 1981 : Laverne and Shirley : Derek DeWoods (épisode « I Do, I Do »)
- 1982 : Faerie Tale Theatre : Narrateur (épisode « Le Prince-grenouille » ; aussi scénariste et réalisateur)
- 1985 : Faerie Tale Theatre : The Pied Piper (épisode « Le Joueur de flûte de Hamelin »)
- 1989 : Le Tour du monde en quatre-vingts jours : Jean Passepartout (3 épisodes)
- 1989 : Nearly Departed : Grant Pritchard (6 épisodes)
- 1991 : One Foot in the Grave : Mervyn Whale (épisode « The Man in the Long Black Coat »)
- 1996 : Frasier : Chuck (voix ; épisode « High Crane Drifter »)
- 1998 : Minus et Cortex : La mère et le père de Minus (voix ; épisode « The Family That Poits Together, Narfs Together »)
- 1998–1999 : Hercule : Mr. Parentheses (voix ; 11 épisodes)
- 1998–1999 : La Cour de récré : Galileo (voix ; 2 épisodes)
- 1998 : Les Castors allumés : Spanque (voix ; épisode « Open Wide for Zombies/Dumbwaiters »)
- 1999–2000 : Suddenly Susan : Ian Maxtone-Graham (22 épisodes)
- 2000 : Les Aventures de Buzz l'Éclair : Guzelian (voix ; épisode « Battons-nous pour la paix ! »)
- 2001–2002 : Disney's tous en boîte : Pluto Angel (voix ; 2 épisodes)
- 2002 : MADtv : Zookeeper (épisode « #8.18 »)
- 2002 : The Rutles 2: Can't Buy Me Lunch (téléfilm) : Narrateur / Dirk McQuickly / Lady Beth Mouse-Peddler (aussi scénariste, réalisateur et producteur)
- 2002 : The Scream Team (téléfilm) : Coffin Ed
- 2003–2012 : Les Simpson : Declan Desmond (voix ; 4 épisodes)
- 2003 : National Lampoon's Christmas Vacation 2: Cousin Eddie's Island Adventure (téléfilm) : Passager d'avion
- 2004–2005 : Mega Robot Super Singes Hyperforce Go ! : Scrapperton (voix ; 3 épisodes)
- 2016 : The Entire Universe (émission de TV) : Lui-même (présentateur ; aussi scénariste)[25]

### Théâtre
- 2004 : Spamalot : scénariste et co-compositeur
- 2007 : Not the Messiah (He's a Very Naughty Boy) : Rôles variés (aussi scénariste)
- 2009 : An Evening Without Monty Python : réalisateur
- 2012 : What About Dick? : Pianiste (aussi scénariste et co-réalisateur)
- 2014 : Monty Python Live (Mostly) : Rôles variés (aussi co-scénariste et réalisateur)

### Jeux vidéo
- 1995 : Discworld : Rincewind (voix)
- 1996 : Discworld II : Mortellement vôtre ! : Rincewind (voix)
- 1996 : Monty Python & the Quest for the Holy Grail : Rôles variés (voix ; aussi producteur et scénariste)
- 1997 : Monty Python's The Meaning of Life : Rôles variés (voix)